# کی‌ایکس‌ای‌ان-تی‌وی
کی‌ایکس‌ای‌ان-تی‌وی (به انگلیسی: KXAN-TV) یک ایستگاه تلویزیونی متعلق به ان‌بی‌سی است که در آستین، تگزاس پخش می‌شود. این ایستگاه یک روی یواچ‌اف به صورت اچ‌دی پخش می‌شود و آنتن‌های آن در وست لیک هیلز ایالت تگزاس قرار دارند.